# Helcon klebsi
Helcon klebsi är en stekelart som först beskrevs av Charles Thomas Brues 1933.  Helcon klebsi ingår i släktet Helcon och familjen bracksteklar. Inga underarter finns listade i Catalogue of Life.